# 大村齊
大村 齊（おおむら ひとし、1876年（明治8年）2月11日 - 1964年（昭和39年）7月27日）は、日本の陸軍軍人。最終階級は陸軍中将。日本写真学会の初代会長を務めた。

## 経歴
北海道出身。1897年（明治30年）11月29日に陸軍士官学校（9期）を卒業し、1898年（明治31年）6月27日工兵少尉に任官し工兵第二大隊付となる。1900年（明治33年）11月21日工兵中尉に昇進後、1901年（明治34年）11月23日に陸軍砲工学校（9期）高等科を卒業した。その後、函館要塞通信長を経て、1904年（明治37年）6月30日、工兵大尉に昇進し日露戦争に従軍（第3軍工兵部長副官）。
1910年（明治43年）から1912年（明治45年）にかけて製図製版に関する研究のためオーストリアへ留学。この間1911年（明治44年）3月13日工兵少佐に昇進。その後、陸地測量部写真班長、工兵第九大隊長などを経て、1916年（大正5年）11月15日工兵中佐に昇進し、1918年（大正7年）11月20日、陸地測量部製図科長に就任。1919年（大正8年）7月25日、工兵大佐に昇進した。
1924年（大正13年）2月4日、陸軍少将に進級し陸地測量部長に着任。その後、1929年（昭和4年）8月1日、陸軍中将に昇進し、同日付けで待命となり、8月31日予備役に編入された。
陸地測量部長在任時の1926年（大正15年）に日本写真学会の初代会長に就任し、1942年（昭和17年）まで務めた。1944年（昭和19年）4月、東京写真工業専門学校校長。
1947年（昭和22年）11月28日、公職追放仮指定を受けた。

## 栄典
位階
- 1898年（明治31年）7月21日 - 正八位[11]
- 1901年（明治34年）2月28日 - 従七位[12]
- 1904年（明治37年）8月17日 - 正七位[13]
- 1909年（明治42年）10月20日 - 従六位[14]
- 1914年（大正3年）11月10日 - 正六位[15]
- 1919年（大正8年）9月10日 - 従五位[16]
- 1924年（大正13年）3月29日 - 正五位[17]
- 1929年（昭和4年）
  - 4月15日 - 従四位[18]
  - 9月30日 - 正四位[19]

勲章等
- 1906年（明治39年）4月1日 - 功四級金鵄勲章・勲五等双光旭日章・明治三十七八年従軍記章[20]
- 1914年（大正3年）5月16日 - 勲四等瑞宝章[21]
- 1915年（大正4年）11月7日 - 功三級金鵄勲章・旭日小綬章・大正三四年従軍記章[22]
- 1919年（大正8年）10月25日 - 勲三等瑞宝章[23]
- 1920年（大正9年）11月1日 - 旭日中綬章・大正三年乃至九年戦役従軍記章[24]
- 1928年（昭和3年）12月28日 - 勲二等瑞宝章[25]
- 1940年（昭和15年）8月15日 - 紀元二千六百年祝典記念章[26]

外国勲章佩用允許
- 1913年（大正2年）5月3日 - スペイン王国：陸軍有功白色第二級勲章[27]